# لوکا آس‌سرینو
لوکا آس‌سرینو (به ایتالیایی: Luca Assarino)؛  (۱۶۰۲–۱۶۷۲) نویسنده و روزنامه‌نگار ایتالیایی بود. رمان لا ستراتونیکا او یکی از پرخواننده‌ترین رمان‌های قرن هفدهم ایتالیا بود.

## زندگی‌نامه
لوکا اس‌سرینو در ۱۸ اکتبر ۱۶۰۲ در پوتوسی به دنیا آمد. پدرش اهل لیگوریا و مادرش پرتغالی بود. در سال ۱۶۱۲ او به همراه پدرش به سانتا مارگریتا لیگوره رفت و در آنجا خانه‌ای ساختند و در آن زندگی کردند. در سال ۱۶۱۸، لوکا با جرونیما پینو، دختر یک دفتردار اسناد رسمی ازدواج کرد.
در سال ۱۶۱۹ لوکا به دلیل کشتن یک مرد جوان به ۱۰ سال حبس در جزیره کرس محکوم شد، اما در سال ۱۶۲۵ به شرط ملحق شدن به ارتش آزاد شد و تا سال ۱۶۲۷ در آنجا خدمت کرد.
او در سال ۱۶۳۵ اولین رمان خود را به نام لا ستراتونیکا منتشر کرد که به زبان‌های انگلیسی، فرانسوی و آلمانی ترجمه شد، این رمان در میان پرخواننده‌ترین رمان‌های ایتالیای قرن هفدهم قرار گرفت و بین سال‌های ۱۶۳۵ تا ۱۶۹۷ سی نسخه به چاپ رسید.
در سال ۱۶۴۶ او سردبیر روزنامه جنوا شد و این کار را تا سال ۱۶۶۰ ادامه داد و همراه آن روزنامه‌های خبری را منتشر می‌کرد و آن‌ها را با قیمت بالا می‌فروخت. در سال ۱۶۴۹، به دلیل تمایلاتش به فرانسه، به لطف کریستین فرانسوی به منصب تاریخ‌نگار رسمی دوکٔنشین ساوی منصوب شد.
در سال ۱۶۶۰ به میلان و بعد از چند سال به منتووا نقل مکان کرد و مدتی را در کازاله مونفراتو گذراند. در این بین او به عنوان جاسوس برای ساووی، اسپانیا و جنوا کار می‌کرد. او در ۱۸ اکتبر ۱۶۷۲ در تورین درگذشت.
از او ۱۷۷ اثر باقی‌مانده‌است که به ۶ زبان ترجمه شده‌است.